# 寶豐
寶豐（穆麟德轉寫：Uksun Boofung，1850年12月9日—1900年8月16日，道光三十年十一月初七日酉時－光緒二十六年七月二十二日寅時），字龢年，爱新觉罗氏。清朝翰林、宗室正藍旗第八族載字輩。官至翰林院侍讀學士。

## 生平
個性喜好讀書，有清白高尚的節操。
光緒元年（1875年）乙亥恩科宗室鄉試舉人。光绪十五年（1889年）己丑科第三甲第六十七名同進士出身。同年五月，改翰林院庶吉士。光緒十六年四月，散館，授翰林院檢討。二十四年（1898年），十二月，授翰林院侍講。二十五年（1899年），朝廷立溥儁為「大阿哥」，命寶豐入直弘德殿，與高賡恩共同教授大阿哥讀書。
光緒二十六年（1900年）三月，轉補翰林院侍讀學士。七月，八國聯軍逼近京師，光緒帝、慈禧太后兩宮西狩，寶豐未能隨扈西行，憤懣不已，發誓以死殉職。七月二十二日寅時，自題絕命辭「忠孝節廉，本乎天性。見利思義，見危授命。嗚呼寶豐，不失其正」之後，吞金自殺殉國，年五十二歲。同月追贈太僕寺卿銜，諡文潔。
其诗作录入正蓝旗汉军进士胡俊章辑《春明诗课汇选》。

## 家庭及關聯
- 八世祖：饒餘敏親王阿巴泰（1589年－1646年），大清太祖高皇帝第七子，封多羅饒餘郡王，追封和碩饒餘親王，諡敏。
- 七世祖：安和郡王岳樂（1625年－1689年），阿巴泰第四子，襲封多羅安郡王，晉封和碩安親王，定遠平寇大將軍，諡和。
- 六世祖：輔國將軍塞楞額（1659年－1699年），岳樂第八子，封三等輔國將軍，官護軍統領。
- 五世祖：奉恩將軍色貝（1686年－1751年），塞楞額第四子，封奉恩將軍，官至正藍旗蒙古都統。
- 高祖父：宗室開泰（1723年－1775年），色貝第五子，官三等侍衛，因事革退。
- 曾祖父：宗室多善（1750年－1831年），開泰第四子，官至正黃旗漢軍副都統，因病告退。
- 祖父：宗室訥勒亨阿（1797年－1854年），多善第三子，嘉慶二十四年進士，終官二等侍衛、庫倫辦事大臣。

- 父：宗室瑞清（1828年－1863年），訥勒亨阿第三子，官筆帖式。
- 母：赫舍里氏，瑞清正室，明誠之女。

- 寶豐排行第一，有弟一人：
  - 寶焜（1852年－1902年），閑散。

### 妻妾
- 正室：博禹特氏，祥保之女。
- 無側室。

### 子女
有五子。
- 長子：宗室會濬（1878年－？年），早卒，無嗣。
- 次子：宗室彬良（1883年－1884年），早卒，無嗣。
- 三子：宗室椿良（1896年－1897年），早卒，無嗣。
- 四子：宗室承良（1900年－？年），早卒，無嗣。
- 五子，承繼子：宗室厚良（1889年－？年），鍾秀第二子，宣統元年過繼予寶豐為嗣。